# オスカー型原子力潜水艦
オスカー型原子力潜水艦（英語: Oscar class submarine）は、ソビエト連邦海軍・ロシア海軍が運用していた巡航ミサイル潜水艦の艦級に対して付与されたNATOコードネームである。艦種記号上は潜水巡洋艦である。

## 概要
原型のオスカーIと、改良型のオスカーIIがある。ソ連海軍での正式名は、原型が949型潜水艦（ロシア語: Подводные лодки проекта 949）、改良型が949A型潜水艦（ロシア語: Подводные лодки проекта 949А）であった。また計画名は、原型が「グラニート」（Гранит）、改良型が「アンテーイ」（Антей）であった。
ソ連海軍第3世代の巡航ミサイル原潜（SSGN）であり、大射程のP-700「グラニート」（SS-N-19「シップレック」）対艦ミサイルを24発という極めて強力な対水上打撃力を備えている。ただしこのために対水上打撃任務の原潜としては異例の大型艦となり、後継の885型（ヤーセン型）は攻撃原潜（SSN）と兼任の比較的小型の艦とされて、対水上打撃専任のSSGNとしては、今のところ本型が最後となっている。

## 来歴
1960年代初頭、ソ連海軍初の対水上打撃任務のSSGNとして675型潜水艦（エコーII型）が運用を開始したものの、その主兵装であるP-6（SS-N-3A/B「シャドック」）対艦ミサイルは水中発射に対応しておらず、発射前後のかなりの間、浮上を余儀なくされた。このことから、第2世代のSSGNとして設計された670型潜水艦（チャーリーI型）では水中発射に対応したP-70「アメチースト」（SS-N-7「スターブライト」）とされたが射程は短く、続く670M型潜水艦（チャーリーII型）では射程を延伸したP-120「マラヒート」（SS-N-9「サイレン」）を搭載したものの、その射程は依然として、西側の空母機動部隊の300km以上と目される制圧範囲に対して過小であった。
このことから、1960年代から1970年代にかけて、海軍は、空母を1発で撃破可能な長射程ミサイルの開発を要求した。莫大な予算が投入され、設計局の活動が制約されなかったことから、このミサイルの規模は拡大を重ね、信じがたいほどの巨体となった。1969年には、P-6、70、120と潜水艦用対艦ミサイルの開発を手がけてきた第52設計局（OKB-52）において、P-700「グラニート」（SS-N-19「シップレック」）の設計室が開設された。
また1967年には、第18中央設計局において第3世代SSGNの予備設計が開始され、1969年には、海軍より正式に、「949型ミサイル重潜水巡洋艦」の設計依頼がなされた。主任設計官としてはプスチンチェフ設計官が任命されたが、1977年に死去したことからバラノフが跡を継いだ。

## 設計
本型は、大型・大射程のP-700対艦ミサイル24発およびその関連設備を搭載する必要上、水中排水量15,000トン以上という、攻撃潜水艦としては異例の巨艦となっている。これらのミサイルの発射筒は、670型・670M型と同様に外殻と内殻の間に配置されたが、船体構造は全面的に複殻式となって抗堪性も向上し、艦内区画は9つ、予備浮力は32％を確保した。
また排水量増大の一因として、居住性の改善も挙げられている。長期間の作戦行動を維持するため、スポーツ・ルームの設置など乗員の運動や娯楽への配慮がなされている。熱帯地域での活動を想定し、空調機能も増強された。このような巨艦となったにもかかわらず、ソ連海軍はさらなる艦型拡大を要求し、3番艦以降では、原子炉補機区画を分割して全長をさらに11メートル延長した発展型の949A型に移行した。
排水量の増大にもかかわらず、迅速な進出と避退によって奇襲効果と生残性を向上するため、水中速力の向上が求められたこともあり、原子炉としては大出力のOK-650M加圧水型原子炉が2基搭載されるとともに、661型潜水艦（パパ型）と同様の2軸推進艦となった。なお原子炉は、原型ではOK-650M01，949A型ではOK-650M02とされている。電源としては、DG-190ターボ発電機1基、424型銀亜鉛電池152基2群が搭載された。静粛性の向上のため、騒音源となりうる機器は全て3段式のサスペンションに乗せられ、また船体には特殊な防音ゴムが貼付された。

## 装備
ソナーとしては、MGK-540「スカト3」が搭載されている。その原型となったMGK-500「スカト」においては、探知距離240kmとされていた。
主兵装としては、上記の通り、P-700「グラニート」（SS-N-19「シップレック」）対艦ミサイルを24発搭載している。海軍総司令官セルゲイ・ゴルシコフ元帥は、アメリカ海軍の空母1隻に対するにはP-700ミサイル36発（うち半数は核弾頭装備）が必要であり、本型1.5隻をもってこれに対する計画とした。またその測的のため、宇宙ISRシステムである17K114「レゲンダ」への連接にも対応していた。

## 配備
オスカーI型は一番艦が1980年に就役し、2隻建造された。オスカーII型は1986年から就役を開始し、11隻が竣工した(この他、3隻が起工されたが2隻工事中止、1隻は後述の09852型へ転用)。建造は、全艦セヴマシュ・プレドプリャーチェ（北方機械建造会社、セヴェロドヴィンスク市・第402海軍工廠）で行われた。冷戦の終結とソ連邦の崩壊、それに続く財政難の中で、建造に多大な費用を要する本型の建造は、尚も継続された。弾道ミサイル原子力潜水艦の活動が低調であること、冷戦後の環境において、対地攻撃のポテンシャルをも有する949Aの能力は改めて見直され、1990年代後半には、活動の機会が増えていた。
その後、極度の財政難により、オスカーI型2隻は炉心交換される事無く除籍され、オスカーII型も活動が低迷していた。K-173クラスノヤルスクも、修理費用が無く係留保管状態にあるが、この状態を憂慮した同艦艦長を初めとする幹部がクラスノヤルスク市を訪問し、当時の州知事アレクサンドル・レーベジ（元空挺軍中将、安全保障会議書記、エリツィンに対抗して大統領選に出馬した事もある。2002年事故死）に修理費用を援助してくれるよう陳情に及んだ事もあった。

### クルスク沈没事故と余波
2000年8月12日、オスカーII型の1隻、クルスク（Kursk）はバレンツ海において演習中、艦首魚雷発射管室で爆発が起こり、沈没した（乗員111名、司令部要員5名、便乗者2名、総員死亡）。ロシアにおいては、650mm対艦重魚雷、いわゆる「ウェーキ・ホーミング魚雷」の過酸化水素燃料の漏出・引火が有力な原因と見られている（西側では、スーパーキャビテーション魚雷「シクヴァル」が爆発した、という見方もある）。ただしここまで被害が拡大した原因としては、魚雷発射管の扉の閉鎖が不完全であったことで、魚雷発射管内部で起きた爆発が艦外に向かわず室内方向に向かったこと、さらに本来であれば魚雷発射管室のみでとどまるはずの爆発が、艦内前方区画を貫通する換気ダクトを経由して司令室などにも衝撃波が伝わったため、司令室内の乗員が行動不能に陥り緊急浮上などの措置が取れなかったことなども大きく影響したという。
実際には主に艦内後方にいた乗員を中心に、爆発直後には艦内に数十人単位の生存者がいたというが（乗員の1人が残したメモによれば、少なくとも23人が生存していたことが確認されている）、爆発の衝撃で緊急脱出用ポッドへ向かう通路が塞がれ、また前述のように緊急浮上等が行われなかったため、自力での脱出は不可能であった。爆発に伴い艦内の原子炉は緊急停止し、非常用バッテリー（魚雷発射管室の直下にあったという）も爆発で失われたことから、艦内は停電し外部への通信手段も失われた（このため僚艦がクルスクの異常に気づいたのは翌日未明のことで、救助の初動の遅れにつながっている）。さらに停電の影響で二酸化炭素濃度の上昇が避けられなかった上に、艦内への浸水も徐々に始まっていた。
ロシア海軍は潜水艦救助艇3隻を現場海域に派遣し救助を試みたが、爆発の影響でクルスクの艦体後方のハッチが変形してしまっており、ロシア救助艇の装備では変形したハッチを開け脱出口を確保することができず、救助は難航した。最終的に事故発生から9日後の8月21日にロシアからの要請に基づきイギリス・ノルウェーから派遣された救助艇が飽和潜水による潜水作業員を進出させハッチを開けることに成功したが、既に艦体は完全に海水で満たされており、艦内にいた全員の死亡が確認された。
この事故の後、本型は1年ほど出航を禁止された。
クルスクの船体は発射管室を切り離された後、2001年10月23日に引き揚げられ、ムルマンスク市近郊のロスリャコーヴォ町まで曳航され、同町にある第82船舶修理工場の大型浮きドックに運び込まれ、同年末までに解体された。なお、本型の引き揚げ作業の過程で、いままで不明であったP-700「グラニート」の外見が判明する写真が公開され、それまで西側の文献に掲載されていた予想図とは似ても似つかないものであった事が判明した。
その後、クルスクの代替として、工事が中断していたK-329ベルゴロドの建造が再開された。同艦は2006年前半において80パーセントの完成度であるが、同年7月20日、ロシアのセルゲイ・イワノフ国防相は、「国防省(連邦軍)はベルゴロドを必要としない。我々は、これ以上、同艦の建造資金を拠出するつもりは無い」と語った。また2008年2月12日に進水したボレイ型原子力潜水艦「ユーリイ・ドルゴルーキイ」の艦体には、建造中止になったK-135・K-160の艦体が流用されている。

### ベルゴロド建造再再開
さらに後の2012年12月20日に、上記のベルゴロドが「世界中の海洋に展開しての研究を目的とする」特殊用途原子力潜水艦の名目で工事再開した。実際にはベルゴロドは新型戦略兵器「ポセイドン」（ロシア語: Посейдон、NATOコードネーム「Kanyon」）6発の母艦である09852型（全長184m、2019年現在で世界最長）に改造されており、2019年4月23日に進水した。2019年現在は試験中で、2020年末に配備予定である。

## 同型艦

### 949型 (オスカーI型)
既に2隻とも除籍され、セヴェロドヴィンスク造船所に保管、2004年に解体。
| 艦番号 | 名称             | 起工           | 進水            | 竣役            | 除籍           | 所属     |
| ------ | ---------------- | -------------- | --------------- | --------------- | -------------- | -------- |
| K-525  | アルハンゲリスク | 1975年 7月25日 | 1980年 5月3日   | 1981年 1月24日  | 1996年 7月31日 | 北方艦隊 |
| K-206  | ムルマンスク     | 1979年 4月22日 | 1982年 12月10日 | 1983年 12月15日 | 1998年 1月7日  | 北方艦隊 |

### 949A型 (オスカーII型)
- 北方艦隊所属艦は、ザーパドナヤ・リッツァ基地ボリシャヤ・ロパトカ埠頭、太平洋艦隊所属艦は、カムチャツカ半島ルイバチー基地（ヴィリュチンスク市）に配備。
- K-148 クラスノダール：北方艦隊、退役後2012年解体開始[8]
- K-173 クラスノヤルスク：太平洋艦隊、退役後解体中の2016年に火災を起こしている[9]。
- K-132 イルクーツク：太平洋艦隊
- K-119 ヴォロネジ：北方艦隊
- K-410 スモーレンスク：北方艦隊
- K-442 チェリャビンスク：太平洋艦隊
- K-456 ヴィリュチュンスク(旧名カサートカ)：太平洋艦隊
- K-266 オリョール(旧名セヴェロドヴィンスク)：北方艦隊
- K-186 オムスク：太平洋艦隊
- K-141 クルスク：北方艦隊、2000年8月爆沈、2001年に引き上げ後解体
- K-150 トムスク：太平洋艦隊
- K-329 ベルゴロド：建造中断。クルスク爆沈後、工事再開されるも再度中止
- K-135 建造中止
- K-160 建造中止

### 09852型
- K-329 ベルゴロド（ロシア語版）：上記の建造中断された949A型を、2012年12月20日に工事再開して改造し、2019年4月23日に進水[1]。

## 登場作品
ゲーム
Modern Warships
プレイヤーの操作出来る艦艇として「クルスク」が登場。ゲームの仕様上、初期装備ではグラニートは搭載されていない。また、2023年7月のアップデートにて、「ベルゴロド」が実装された。この時に固定装備では核魚雷のポセイドンが装備された。